# História de Amarante (Portugal)

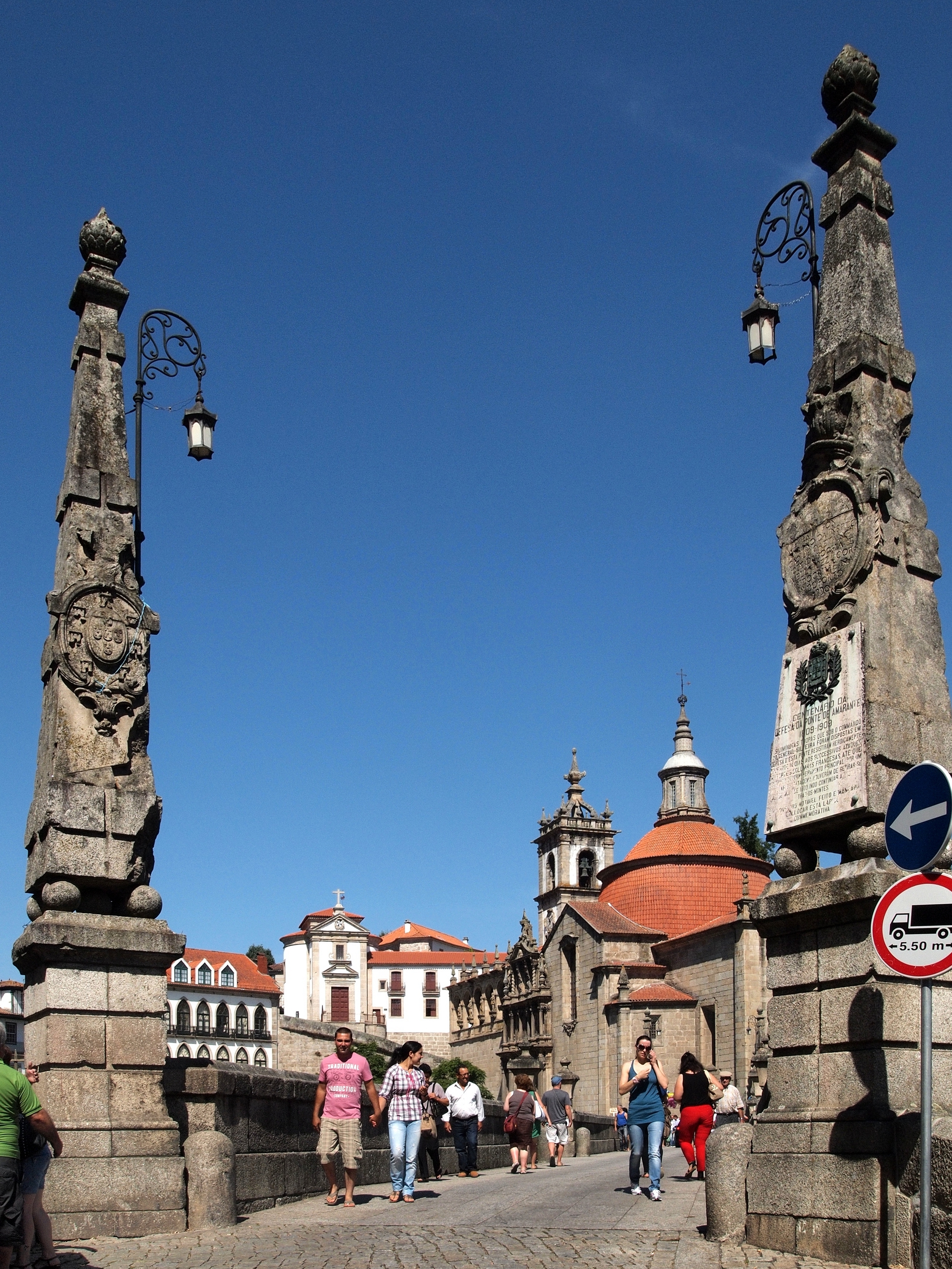
Centro histórico de Amarante.

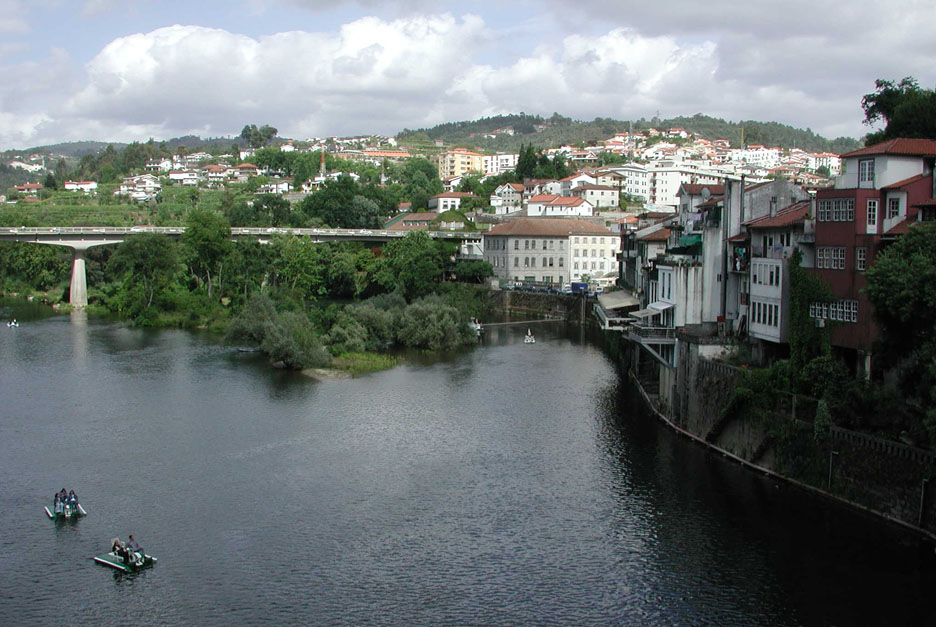
Vista de Amarante a partir da Ponte de S. Gonçalo.

Amarante teve provavelmente a sua origem nos povos primitivos que habitaram a serra da Aboboreira (habitada desde a Idade da Pedra), embora se desconheça exactamente o nome dos seus fundadores. Contudo, só começou a adquirir importância e visibilidade após a chegada de São Gonçalo (1187-1259), nascido em Tagilde, Guimarães, que aqui se fixou depois de peregrinar por Roma e Jerusalém. A este santo se atribui a construção da velha ponte sobre o Rio Tâmega.
Amarante torna-se alvo de peregrinações e a povoação foi crescendo. Já no Século XVI, D. João III ordena a construção do Mosteiro de São Gonçalo sobre a capela junto à ponte sobre o Rio Tâmega, onde segundo a tradição São Gonçalo terá vivido e foi sepultado.
Em 1763, ocorre a derrocada da velha Ponte de São Gonçalo devido às cheias do Rio Tâmega. Nos anos seguintes foi reconstruída com o aspecto que ainda hoje apresenta.
No início do Século XIX, Napoleão Bonaparte tenta invadir Portugal e sobre Amarante passaram também estas invasões francesas, sendo palco do heróico episódio da Defesa da Ponte de Amarante que valeu ao General Silveira o título de Conde de Amarante e a própria vila de Amarante teve a honra de ser agraciada com o colar da Ordem Militar da Torre e Espada que reflecte no seu brasão municipal. Após este episódio criam-se planos para a reconstrução da vila, pois os franceses tinham incendiado quase a totalidade das casas.
As reformas liberais do século XIX reorganizaram administrativamente o território e em 1855 extinguiram-se os municípios de Gouveia, Gestaço e Santa Cruz de Ribatâmega, tendo o de Amarante recebido a maioria das suas freguesias e ainda algumas de Celorico de Basto.
O apogeu cultural dá-se nos inícios do Século XX, graças a amarantinos como Teixeira de Pascoaes nas letras e Amadeo de Souza-Cardoso na pintura.
Amarante adquiriu estatuto de cidade a 8 de Julho de 1985, sendo esta também a data do seu feriado municipal.
Amarante tem 40 freguesias elas são:Aboadela,Aboim,Ansiães,Ataíde,Bustelo,Cnadelo,Candemil,Carneiro,Carvalho de Rei,Ceoelos,Chapa,Figueiró-Santiago,Figueiró-Sta Cristina,Fregim,Freixo de Cima,Freixo de Baixo,Fridão,Gatão,Gondar,Gouveia-São Simão,Jazente,Lomba,Louredo,Lufrei,Madalena,Mancelos,Oliveira,Olo.Padronelo,Real,Rebrdelo,Salvador do Maio,Sanche,São Gonçalo,Telões,Travanca,Várzea,Vila Caíz,Vila Chão do Mrão e Vila Garcia.